# Overberg (Utrecht)
Pour les articles homonymes, voir Overberg.
Overberg est un village situé dans la commune néerlandaise d'Utrechtse Heuvelrug, dans la province d'Utrecht. Le 1er janvier 2005, le village comptait 1 380 habitants.

## Histoire
Avant 2006, Overberg faisait partie de la commune d'Amerongen.